# 孔美琪
孔美琪博士，BBS，（1962年—2025年7月18日），是香港銅鑼灣維多利亞幼稚園、維多利亞(中國)教育集團總校長、香港滬江維多利亞學校創辦人兼總校長及香港中文大學校董。曾任世界幼稚教育聯會（OMEP）會長，現任OMEP香港分會會長。她亦曾任聯合國教科文組織、聯合國兒童基金會等組織的項目顧問。2000年獲選為該年度的香港十大傑出青年。自2008年連續三屆（第十一屆至第十三屆）出任上海市政协委員，身故前任職政協常委。 
其母親丁毓珠是前任香港東區區議會主席。